# Alexander Fleischer
Alexander Fleischer (Altemburgo, Turíngia, 1981) es un pianista alemán especializado en el repertorio vocal de cámara o Lied (canción de concierto).

## Formación
Formado como intérprete solista con Birgitta Wollenweber en la Hochschule für Musik Hanns Eisler de Berlín, continuó su formación especializada en el ámbito de la Canción con Wolfram Rieger. Recibió lecciones magistrales de Irwin Gage, Dietrich Fischer-Dieskau, Thomas Hampson, Christa Ludwig, entre otros.

## Actividad profesional
Ha actuado en el Festival Heidelberger Frühling, en el Festival de Lucerna, el Musikverein de Viena, Festspielhaus Baden-Baden, Philharmonie Köln, Konzerthaus Berlin, Festspillene i Bergen, Festival RheinVokal, la Philharmonie de Colonia, Hugo-Wolf-Akademie de Stuttgart, además de salas y festivales de Suiza, Rusia, Noruega, los Países Bajos o España, como el Teatro de La Zarzuela, el Teatro Principal de Zaragoza, L'Auditori de Barcelona o el Auditori de Girona. Su actividad concertística está ligada a cantantes como Roman Trekel, Andreas Wolf, Olivia Vermeulen, Tobias Berndt, Peter Schöne, Manuel Walser, Sebastian Noack, Anna Alàs i Jové, Birgid Steinberger y Thomas Quasthoff.
Su pasión por el repertorio vocal de cámara lo ha convertido en un afamado pedagogo en Alemania donde desarrolla su actividad docente. Es profesor invitado y a su vez pianista asistente del barítono Thomas Quasthoff en la Escuela Superior de Música de Berlín, profesor de Lied en la Escuela Superior de Música de Würzburg y profesor asociado a la Liedklasse de la Escuela Superior de Música de Mannheim.
En 2017 Fleischer fundó el festival Hirschberger Liedfest (Alemania) donde compagina su rol como intérprete con la dirección artística.

## Premios y méritos
- 2019 1º Premio en el Das Lied International Song Competition junto a la soprano Nikola Hillebrandt.[1]
- 2013 2º Premio en el Das Lied International Song Competition junto a la mezzosoprano Annelie Sophie Müller.[2]
- 2010 2º Premio en el Internationaler Wettberwerb für Liedkunst Stuttgart junto a la mezzosoprano Anna Alàs i Jové.[3]
- 2009 Premio Especial en el Internationale Wettbewerb „Franz Schubert und die Musik der Moderne en Graz junto al barítono Tobias Berndt.[4]
- 2009 3º Premio Internationaler Schubert-Wettbewerb Dortmund junto al barítono Tobias Berndt.
- 2009 2º Premio (1º Premio desierto) y Premio al Mejor Pianista en el Das Lied International Song Competition junto al barítono Tobias Berndt.[5]

## Discografía
- "Legacy" (Anna Alàs i Jové, mezzosoprano), Seedmusic, 2018
- "Fanny Hensel - Goethe Vertonungen" (Tobias Berndt, barítono), Querstand, 2017.